# Marie-Jeanne Riccoboni
Marie-Jeanne Riccoboni, nata Marie-Jeanne de Heurles de Laboras de Mézières (Parigi, 25 ottobre 1713 – Parigi, 7 dicembre 1792), è stata una scrittrice e attrice teatrale francese.

## Biografia
Marie-Jeanne nacque dalla relazione tra Christophe de Heurles du Laboras de Mézières (all'epoca sposato con una donna di Troyes) e la parigina Marie-Marguerite Dujac, entrambi d'estrazione borghese.
Nel 1714 il padre fu condannato per bigamia, per cui dovette ricongiungersi alla moglie a Troyes, abbandonando Marie-Jeanne e sua madre. La piccola fu affidata a un'istituzione religiosa e fu destinata a diventare suora di clausura. All'età di 14 anni, Marie-Jeanne si rifiutò di confermare i voti e quindi fu ritirata dal convento (1728). Da quel momento i rapporti con la madre si complicarono notevolmente.
Nel 1734 sposò l'attore Francesco Antonio Riccoboni (figlio di Luigi Riccoboni, detto Lelio, grande interprete della commedia dell'arte). La madre, bisognosa di cure, andò a vivere con la coppia.
Entrata a far parte di una rinomata famiglia di artisti, intraprese anch'ella la carriera di attrice e debuttò il 23 agosto 1734 alla Comédie Italienne, dove rimase a lavorare fino al 1760, costretta dal marito in ruoli comici, benché si sentisse più portata per ruoli drammatici. Nel suo Paradosso sull'attore, Diderot la definì "una delle peggiori attrici dei suoi tempi". Le cronache dell'epoche riportano che Francesco Antonio si rivelò brutale e stravagante (a volte spariva per lunghi periodi). Marie-Jeanne restò a fianco del marito fino alla di lui morte (1772), ma nel frattempo coltivò due lunghi rapporti amorosi extraconiugali, prima con il Conte di Maillebois e quindi col diplomatico Robert Liston, di trent'anni più giovane di lei.
Nel 1757 debuttò come scrittrice (Lettres de Mistriss Fanni Butler), riscuotendo immediato successo.
Ritiratasi dal teatro nel 1760 per consacrarsi definitivamente alla letteratura, iniziò a frequentare il salotto di Holbach e quello di Anne-Catherine de Ligniville Helvétius, dove ebbe modo di incontrare grandi filosofi inglesi dell'epoca, come Adam Smith e David Hume, con i quali poi intrattenne una corrispondenza ammirata e affettuosa.
Il suo interesse per la filosofia non durò a lungo, e finì per allontanarsi dai salotti e dalle discussioni, secondo lei troppo violente e faziose; accusò i filosofi francesi di essere troppo intransigenti e di utilizzare a loro profitto gli stessi metodi intolleranti dei preti che essi condannavano.
Diresse un periodico letterario dal titolo L'Abeille.
Tra i molti e fortunati romanzi di Marie-Jeanne Riccoboni (che denotano modernità di pensiero e una notevole sensibilità, da alcuni paragonata a quella di Laurence Sterne, Samuel Richardson e Henry Mackenzie), sono da ricordare Histoire du marquis de Cressy (1758), Lettres de Milady Juliette Catesby (1759) (romanzo epistolare molto apprezzato da Voltaire) e Histoire d'Ernestine (1765), considerato il suo capolavoro. Il giudizio di Diderot sulla Riccoboni scrittrice fu molto positivo: "Questa donna scrive come un angelo, con una naturalezza, una purezza, una sensibilità e un'eleganza che non si smetterebbero mai di ammirare". Il romanzo Histoire de Miss Jenny, nel quale l'autrice incoraggia le donne alla solidarietà femminile e alla conquista di una propria identità, fu liberamente tradotto in italiano da Carlo Goldoni nel 1791, con il titolo Istoria di Miss Jenny.
Alla soglia degli ottanta anni di età, a causa dei moti rivoluzionari, le fu tolta la già modesta pensione reale di cui godeva e morì in miseria nel 1792.

## Opere

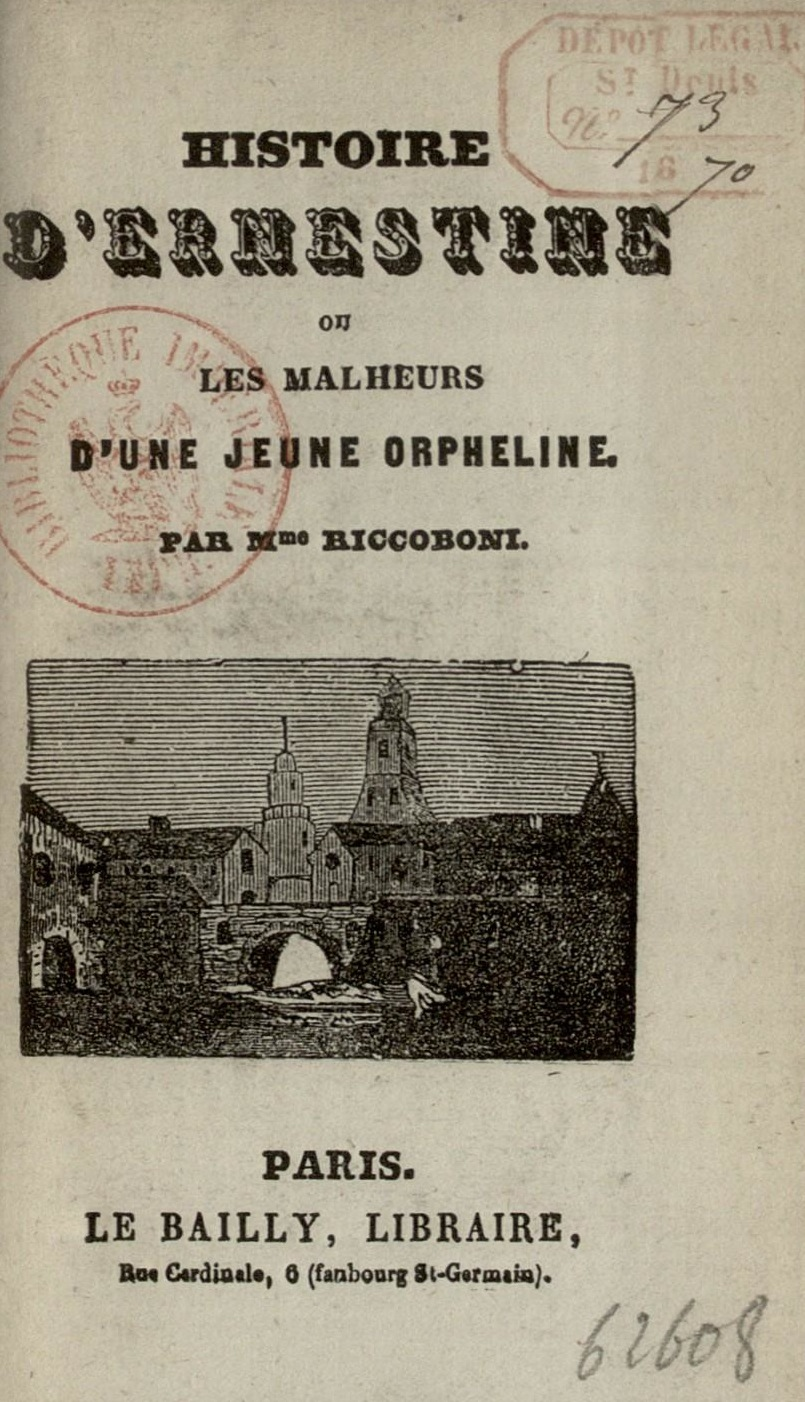
Histoire d'Ernestine, edizione del 1849

- Lettres de Mistriss Fanni Butlerd (1757)
- L’Histoire du marquis de Cressy (1758)
- Lettres de Milady Juliette Catesby à Milady Henriette Campley, son amie (1759)
- La suite de Marianne (1761), continuazione de La vie de Marianne di Marivaux
- Histoire d'Ernestine (1762)
- Histoire de Miss Jenny (1764)
- Lettres d'Adélaïde de Dammartin, comtesse de Sancerre, au comte de Nancé, son ami (1767)
- Les caquets (1767), testo teatrale per musica, ispirato a I pettegolezzi delle donne di Goldoni[8], scritto in collaborazione con il marito Francesco Antonio Riccoboni[9]
- Lettres de Sophie de Vallière (1770)
- Lettres de Mylord Rivers à Sir Charles Cardigan (1777), romanzo-testamento, dove sono riepilogate le idee dell'autrice sulla società e la morale
- Amélie, ispirato al romanzo Amelia di Henry Fielding
- Histoire des amours de Gertrude, dame de Château-Brillant et de Roger, comte de Montfort
- Histoire d'Aloïse de Livarot (1780)
- Histoire de deux amies (1786)